# Гохваннер
Гохваннер (нім. Hochwanner) — гора, що знаходиться на сході Альп у гірській системі Північні Вапнякові Альпи у хребті Веттерштайн. Є найвищою вершиною хребта, але не групи Веттерштайн (у групі найвищою є Цугшпітце). Розташована на австро-німецькому кордоні на межі федеральних земель Баварія (Німеччина) та Тіроль (Австрія).

## Опис
Гора заввишки 2774 м над рівнем моря, друга за висотою вершина Німеччини після гори Цугшпітце. Північний схил обривистий (стіна висотою до 1500 м). Південний схил пологіший, тому він частіше використовується для сходження.

## Альпінізм
Сходження найкраще планувати на липень, серпень, вересень. Сходження по південному схилу вершини такого рівня як Гохваннер майже не вимагає технічних навичок. Для подолання деяких ділянок можуть знадобитися певні зусилля, але весь маршрут може бути пройдений за один день без необхідності у великій кількості спеціальних засобів і устаткування. Сходження триває близько 3 годин. Залежно від плану сходження і сезону маршрути сходження можуть помітно відрізнятися і, відповідно, вершина такого рівня може бути відмінним тренувальним полігоном.